# Léon (personnage de Balzac)
Pour les articles homonymes, voir Léon.
Léon est un personnage de La Comédie humaine d'Honoré de Balzac. Il est l'amant de cœur d'Aquilina en 1822 dans Melmoth réconcilié.
En service dans un régiment de ligne en garnison à Paris, il est découvert dans la chambre d'Aquilina par Castanier, qui lui prédit une tragique destinée. En effet, Léon fait partie des quatre sergents de La Rochelle accusés de comploter contre les Bourbons.
Il est arrêté et guillotiné. Il ne reparaît dans aucun roman de la Comédie humaine, mais Aquilina le cite très souvent dans Une fille d'Ève. Dans La Peau de chagrin, elle explique pourquoi elle ajoute toujours à ses vêtements un « chiffon rouge » pour rappeler le sang de son amant.

## Balzac et les quatre sergents
Aucun des quatre sergents de La Rochelle ne se prénommait Léon, mais Balzac place cet épisode de l'histoire de France dans le contexte des complots militaires de 1822 : celui du colonel Auguste Joseph Caron à Belfort, du général Berton à Saumur, et du capitaine Vallée à Toulon. Il a également suivi avec attention l'affaire des quatre sergents car monsieur de Berny, le mari de la dilecta de Balzac, siégeait à ce procès en qualité de conseiller.

## Histoire des quatre sergents de La Rochelle
En 1821, quatre sergents du 45e régiment de ligne en garnison à Paris, Bories, Gourin, Raoulx et Pommier, fondent dans leur unité une « vente » de carbonari. Bories et ses compagnons sont découverts lorsque le régiment est envoyé à La Rochelle en janvier 1822. Accusés de complot, ils sont traduits devant la cour d'assises de la Seine, condamnés à mort et guillotinés en place de Grève. Comme ils n'avaient participé à aucune rébellion, les quatre sergents ont été considérés comme des martyrs par l'opinion publique, et cette affaire a été largement exploitée par l'opposition libérale pendant la Restauration.